# Hrabstwo Walla Walla
Hrabstwo Walla Walla (ang. Walla Walla County) – hrabstwo w stanie Waszyngton w Stanach Zjednoczonych. Hrabstwo zajmuje powierzchnię 1270,51 mil² (3290,61 km²). Liczy 61,3 tys. mieszkańców (2020). Siedzibą hrabstwa i największym miastem jest Walla Walla.
Hrabstwo powstało w 1854.

## Miasta
- College Place
- Prescott
- Waitsburg
- Walla Walla

## CDP
- Burbank
- Dixie
- Garrett
- Touchet
- Walla Walla East
- Wallula

## Sąsiednie hrabstwa
- Hrabstwo Columbia – wschód
- Hrabstwo Umatilla, Oregon – południe
- Hrabstwo Benton – zachód
- Hrabstwo Franklin – północny zachód

## Religia
Hrabstwo posiada najwyższy odsetek adwentystów dnia siódmego (11,4%) w całych Stanach Zjednoczonych. Do innych większych ugrupowań religijnych pod względem członkostwa należą: katolicy (11,3%), mormoni (4,4%), ewangelikalni bezdenominacyjni (2,5%), zielonoświątkowcy (2,4%), kalwini (1,8%), metodyści (1,7%), uświęceniowcy (1,2%) i luteranie (1,2%).